# Przełęcz pod Brańcową
Przełęcz pod Brańcową – przełęcz położona na terenie Pogórza Przemyskiego na wysokości 538 m n.p.m., pomiędzy szczytami Brańcowej (677 m n.p.m.) a Roztoki (642 m n.p.m.), oddzielając pasmo Chwaniów od Masywu Roztoki. Przez przełęcz biegnie droga wojewódzka nr 890, łącząca Krościenko z Kuźminą (DK 28).

Przez przełęcz przebiega główny wododział europejski w Karpatach.

## Szlaki turystyczne
- Szlak śladami dobrego wojaka Szwejka
- Szlak Ikon doliny Sanu